# Руслан і Людмила
«Руслан і Людмила» (рос. Руслан и Людмила) — перша закінчена поема російського поета Олександра Пушкіна, чарівна казка, натхненна давньоруськими билинами, в якій розповідається про те, як богатир Руслан врятував викрадену злим чарівником княжну Людмилу, свою наречену.
Поема розпочата Пушкіним ще в ліцейські роки була опублікована 1820 року. Вона складається з посвячення, 6 пісень та епілогу.

## Історія створення
Поема написана в 1818—1820 роках, після закінчення Ліцею; Пушкін іноді вказував, що почав писати поему ще в Ліцеї, але, мабуть, до цього часу відносяться лише найзагальніші задуми, чи текст. Ведучи після закінчення Ліцею в Петербурзі життя «саме розсіяне», Пушкін працював над поемою в основному під час хвороб.
Пушкін ставив завданням створити «богатирську» казкову поему в дусі відомого йому за французькими перекладам «Несамовитого Роланда» Аріосто (критики називали цей жанр «романтичним», що не слід плутати з романтизмом в сучасному розумінні). Він надихався також Вольтером («Орлеанська діва», «Що подобається жінкам») і російськими літературними казками (такими, як лубкова повість про Єруслана Лазаревича, «Бахаріяна» Хераскова, «Ілля Муромець» Карамзіна або особливо «Альоша Попович» Миколи Радищева). Безпосереднім стимулом до початку роботи над поемою став вихід в лютому 1818 року перших томів карамзінської «Історії держави російської», звідки запозичені багато подробиць і імена всіх трьох суперників Руслана (Рагдай, Ратмір і Фарлаф).
Поема написана астрофічним чотиристопним ямбом, який, починаючи з «Руслана», став панівною формою романтичної поеми.
Поема містить елементи пародії по відношенню до балади Жуковського «Дванадцять сплячих дів». Пушкін послідовно іронічно знижує піднесені образи Жуковського, насичує сюжет жартівливими еротичними елементами, гротескною фантастикою (епізод з Головою), вживає «простонародну» лексику («задушу», «чхнула»). Пушкінське «пародіювання» Жуковського з самого початку не має негативного відтінку і носить скоріше дружній характер; відомо, що Жуковський «сердечно радів» пушкінським жартам, а після виходу поеми подарував Пушкіну свій портрет з написом «Переможцю-учню від переможеного вчителя». Згодом, на початку 1830-х років, зрілий Пушкін, схильний критично переоцінювати свої юнацькі досліди, журився, що пародіював «Дванадцять сплячих дів» «на догоду черні».

## Видання

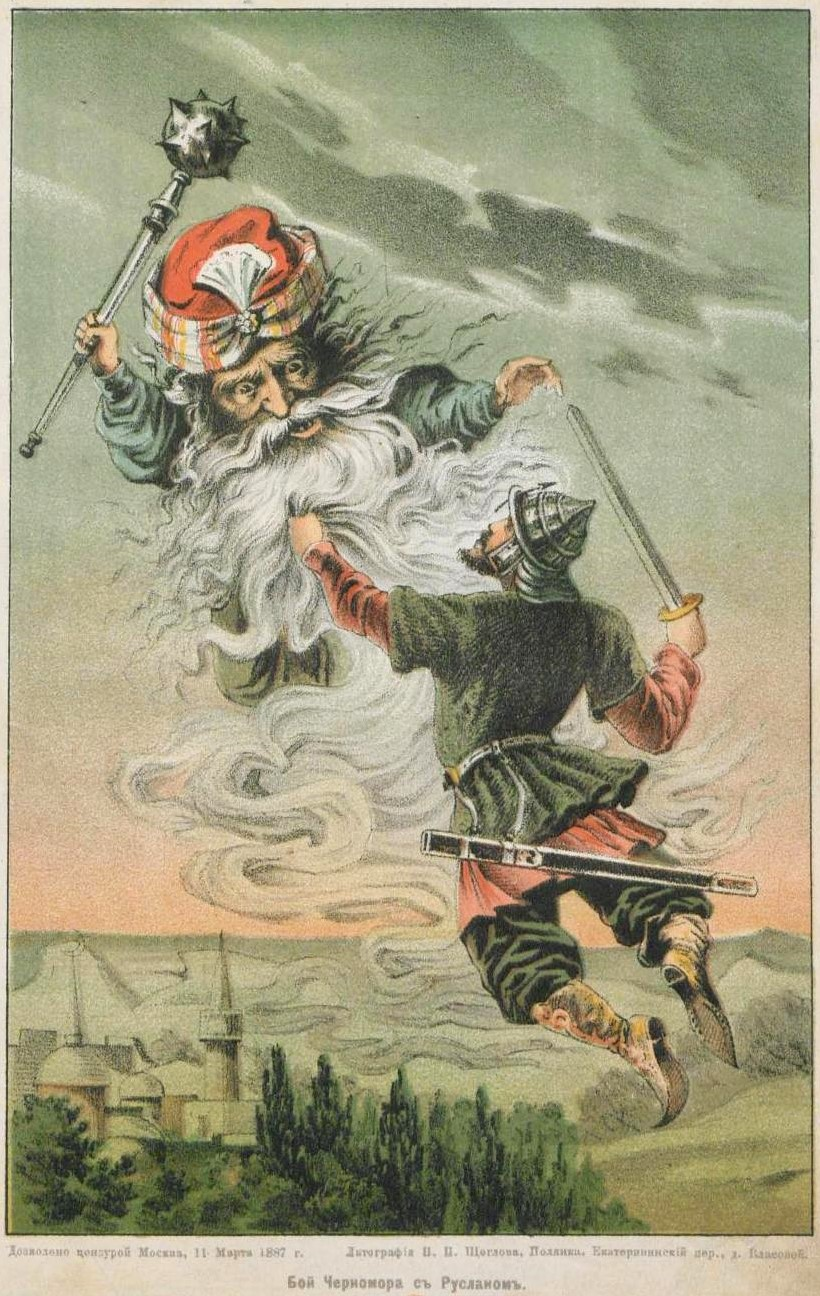
Бій Чорномора з Русланом. Літографія (1887)

Поема почала друкуватися в «Сині вітчизни» навесні 1820 року в уривках, перше окреме видання вийшло в травні того ж року (якраз в дні заслання Пушкіна на південь) і викликало обурені відгуки багатьох критиків, які побачили в ній «аморальність» і «непристойності» (О. Ф. Воєйков, який почав було журнальну публікацію нейтрально-доброзичливого розбору поеми, в останній частині відкликання під впливом І. І. Дмитрієва розкритикував її). У листуванні з М. М. Карамзіним Дмитрієв порівнював «Руслана і Людмилу» з відомою іроїкомічною поемою Миколи Осипова «Вергилієва Енеїда, вивернута навиворіт», на що Карамзін в листі від 7 червня 1820 року відповідає:
«В колишніх листах я забув сказати тобі, що ти, на мою думку, не віддаєш справедливості таланту або поемці молодого Пушкіна, порівнюючи її з „Енеїдою“ Осипова: в ній є жвавість, легкість, дотепність, смак; тільки немає вправного розташування частин, немає або мало інтересу; все зметено на живу нитку»
Особливу позицію зайняв П. О. Катенін, який дорікав Пушкіну, навпаки, в недостатній народності і зайвому «згладжуванні» російських казок в дусі французьких салонних повістей. Значна частина читаючої публіки прийняла поему захоплено, з її появи почалася всеросійська слава Пушкіна.
Епілог («Так, світу житель байдужий …») написаний Пушкіним пізніше, під час заслання на Кавказ. У 1828 році Пушкін підготував друге видання поеми, додав епілог і знову написаний знаменитий «пролог» — формально частина Пісні першої («У лукомор'я дуб зелений …»), підсилив умовно-фольклорне забарвлення тексту, а також скоротив багато еротичних епізодів і ліричних відступів. Як передмову Пушкін передрукував деякі критичні відгуки на видання 1820 року, які були в новій літературній обстановці вже відверто смішними, наприклад, критичну статтю маловідомого критика, який про поему «Руслан і Людмила» написав: уявіть, мовляв, мужик в постолах, в сіряку втрутився в якесь «шляхетне зібрання» і закричав: «Здорово, хлопці!», з приводу цього випадку літературний критик Вадим Кожинов зазначив: «Повинен сказати: буває, що найвищу оцінку дають людині не друзі, а вороги». У 1830 році, знову відводячи в «Спростуванні на критики» старі звинувачення в аморальності, поет підкреслив, що тепер в поемі його не влаштовує, навпаки, відсутність справжнього почуття: «Ніхто не помітив навіть, що вона холодна».
На честь героїні поеми названий астероїд 675 Людмила, відкритий в 1908 році американським астрономом Джоелом Меткалфом.

## Критика
«Дуже природно, що Пушкіна називали переважно творцем „Руслана і Людмили“: пізніші більш зрілі твори його не могли згладити перше враження, вироблене ним у суспільній свідомості. Зміст його мізерний: це марна казка, ні на чому не заснована; герої не відображені ніяким певним характером місця і часу, це якісь повітряні привиди. Внутрішньої творчості в ній немає; але є творчість вираження; в ній чується слово, яке вирвалося на вільний простір життя; вислови та звороти мови є
тут у всій чистоті і силі своїй» (М. Н. Катков)

## Сюжет

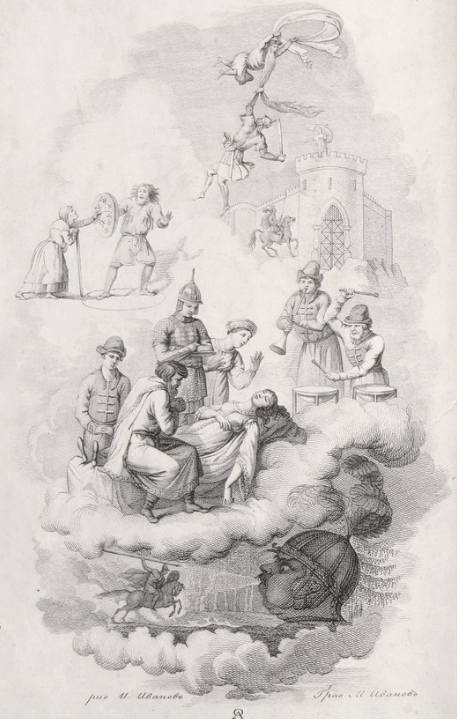
Фронтиспіс першого російського видання (1820)

### Посвята
Поема присвячується юним дівчатам, «царицям душі» поета зі сподіванням, що бодай якась із них тишком прочитає її.

### Пісня перша
Перша пісня розпочинається прологом, дописаним до поеми у 1828 році, в якому розповідається про ученого кота, що кружляє на золотім ланцюгу навколо зеленого дубу край моря, співаючи пісні й розповідаючи казки. Одна із оповідок кота згадана в поемі.
Князь Володимир влаштував учту з нагоди одруження своєї доньки Людмили із Русланом. Серед гостей заздрісні конкуренти Руслана: відважний витязь Рогдай, хвалькуватий Фарлаф, юний хозарський хан Ратмир. Коли молодята усамітнилися в опочивальні, її заповнив дивний дух, гримить грім, б'є блискавка. Русланова наречена зникає.
Довідавшись про зникнення доньки, князь Володимир скасовує весілля й оголошує, що віддасть княжну тому, хто зуміє повернути її. Руслан та його супротивники вирушають на пошуки.
Руслан зустрічається із старим дідом-самітником, який розповідає йому, що Людмилу викрав злий чарівник Чорномор. Старий розповідає свою власну історію. Він фінн, який у молодості закохався у красуню Наїну. Наїна відмовила йому, й тоді він почав вивчати чародійство. Врешті-решт йому вдалося чарами привернути серце Наїни до себе, але на ту пору вона вже стала старою каргою, і він сам сахнувся від завойованої любові, чого ображена Наїна не може йому пробачити.

### Пісня друга
Рогдай вирішує замість пошуків Людмили знайти й убити Руслана. Він нападає на якогось витязя, але це не Руслан, а Фарлаф. Рогдай перемагає Фарлафа, але залишає його живим. З'являється стара карга, вказує Рогдаю, де шукати Руслана, а Фарлафу радить повертатися в Київ і чекати на винагороду.
Руслан вступає у бій з витязем, але оповідь переходить до Людмили. Вона опинилася у світлиці, де три дівиці готові виконати будь-яке її бажання. Двері світлиці виходять у чудовий сад, якому позаздрив би Соломон, але без Руслана їй самотньо.
10 слуг вносять горбатого карлика, це — Чорномор. Людмила зуміла скинути його на землю, і він заплутався у своїй бороді. Врешті-решт Чорномор утікає зі світлиці, залишивши свою шапку.
Тим часом Руслан здолав свого супротивника й залишив його тонути в Дніпрі.

### Пісня третя
До Чорномора в подобі дракона прилітає Наїна й пропонує йому свою допомогу в боротьбі із фінном. Чорномор знову йде до Людмили, але не може знайти її. Людмила навчилася користуватися шапкою-невидимкою Чорномора й може будь-коли зникнути за власним бажанням.
Руслан опиняється на всипаному кістками полеглих полі бою. Він сумує над своєю власною долею, але згодом підбирає спис, шолом, обладунок і бойову сурму, а от меча знайти не може. Далі на його шляху постає величезна гора, що дивним чином гуде. Насправді це велетенська голова. Прокинувшись, голова розсердилася, але Руслану вдається пробити їй списом язик і щоку. Голова стрибає геть, і під нею Руслан знаходить меч. Він уже готовий атакувати голову мечем, але та благає помилувати її.
Голова розповідає про свою долю. Колись голова була могутнім богатирем, братом заздрісного Чорномора. Сила Чорномора у його бороді. Він сказав брату, що вони повинні сховати меч, спроможний здолати їх. Меч відрубає бороду Чорномора й голову його брату. Вони рушили на пошуки меча, але посварилися за право володіти ним. Чорномор запропонував, щоб вони обидва приклали голови до землі, й меч дістанеться тому, хто перший почує звук. Однак, він лише скористався моментом для того, щоб відрубати голову брату. Голова, втім, залишилася живою.
Голова говорить Руслану, що була б йому вдячна, якби він здолав підлого Чорномора.

### Пісня четверта
Ратмир під час своєї мандрівки зустрічає юну вродливу дівицю, вона заманює його у свій терем, і він щасливо забуває про Людмилу.
Тим часом Людмила переховується від челядників Чорномора. Все ж, йому вдається виманити її, прикинувшись Русланом. Однак, сурмить ріг, і він виходить, залишивши шапку.

### Пісня п'ята
Чорномор зустрічається з Русланом, розпочинається поєдинок. Чорномор злітає, Руслан із ним, вчепившись за бороду. Політ триває два дні. Руслан вищипує бороду, аж поки чарівник не благає помилування. Чорномор відносить Руслана до своїх хоромів, але Руслан не може знайти Людмилу. Вона не відгукується. Врешті-решт він випадково збиває шапку-невидимку з її голови. Вона, проте, без тями. Руслан чує голос фінна. Той здаля велить йому відвезти Людмилу в Київ, де вона прокинеться.
Руслан вирушає у зворотню мандрівку разом із Людмилою та Чорномором. Дорогою вони знову зустрічають голову. Задоволена здійсненою помстою, голова помирає. Далі він зустрічає рибалку. Це хан Ратмир. Юний хозарин пояснює Руслану, що знайшов своє кохання і більше не боротиметься за Людмилу.
До Фарлафа приходить Наїна й говорить йому, що настав час діяти. Він сідлає коня й вирушає в дорогу, знаходить місце, де спочивав Руслан, і пробиває його мечем, поки той спить. Руслан залишається лежати без свідомості й врешті помирає.

### Пісня шоста
Прокидається Чорномор і радіє смерті Руслана. Фарлаф із Людмилою повертаються до князя. Радість Володимира змінюється смутком, оскільки Людмила не прокидається зі сну. У цей час місто опиняється під облогою печенігів.
Фінн знаходить мертвого Руслана й оживляє його живою водою, а потім дає юнаку каблучку, яка допоможе розбудити Людмилу, але спочатку Руслан повинен врятувати місто. Руслан повертається у Київ і веде княжу дружину на переможну битву. Потім він торкається щоки Людмили чарівною каблучкою, і та прокидається. Володимир благословляє пару, а Руслан прощає Фарлафа й Чорномора.

### Епілог
Автор оплакує минулі дні, коли його відвідувало натхнення. Епілог також, як і пролог, був написаний для видання 1828 року.

## У популярній культурі

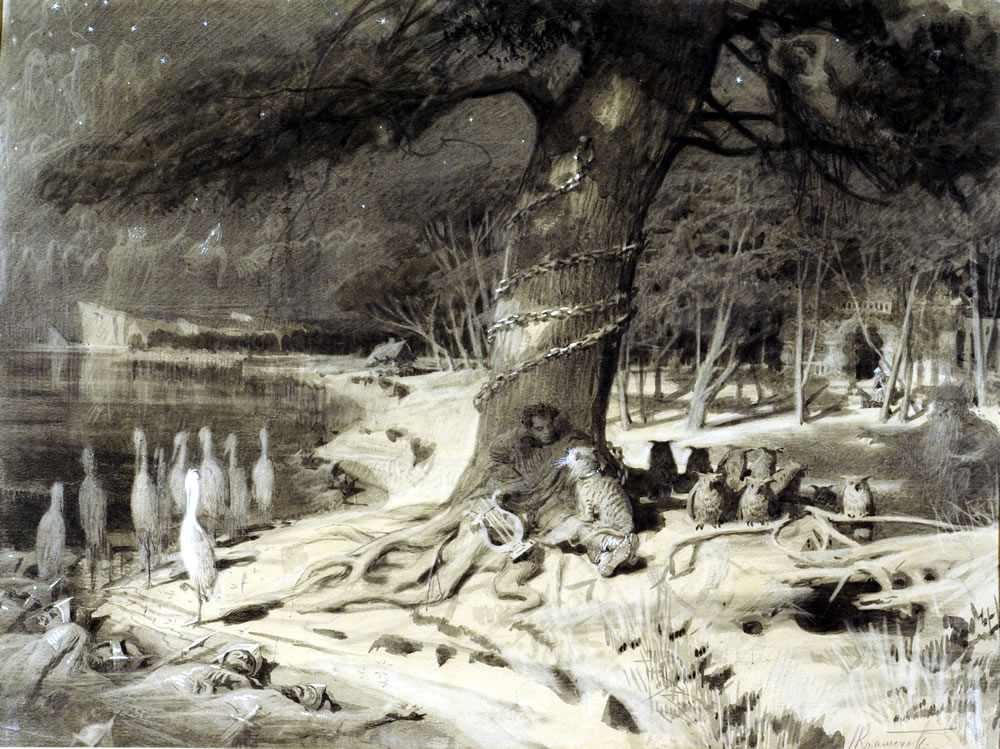
«Лукомор'я», І. М. Крамськой (1879)

Поему часто зображали у популярній культурі:
- «Руслан і Людмила» — балет Адама Глушківського на музику Фрідріха Шольца (1821).
- «Руслан і Людмила» — опера Михайла Глінки в 5 діях, зі збереженням віршів оригіналу (1842).
- «Руслан і Людмила» — німий фільм. Режисер Владислав Старкевич. В ролях: Арсеній Бібіков — Руслан, Софія Гославська — Людмила, Іван Мозжухін, Едвард Пухальский, Андрій Громов.
- «Руслан і Людмила» — фільм 1938 року. Режисери: Іван Нікітченко, Віктор Нєвєжин. В ролях: Сергій Столяров — Руслан, Людмила Глазова — Людмила, Микола Бубнов — Володимир,  Володимир Єршов — закадровий голос.
- «Руслан і Людмила» — двосерійний фільм режисера Олександра Птушка (1972).
- «Руслан і Людмила» — ілюзіоністське шоу, яке поставив  Рафаель Ціталашвілі (1981).
- «Руслан і Людмила» — балет  Владислава Агафонникова на музику однойменної опери Михайла Глінки у постановці  Андрія Петрова (1992).
- «Руслан і Людмила» / Ruslan and Lyudmila — фільм 1996 року (Велика Британія). Режисер Ганс Хульшер (фільм знятий за однойменною оперою Михайла Глінки).
- «Викрадена принцеса: Руслан і Людмила» — український анімаційний фільм 2018 року за мотивами поеми Пушкіна «Руслан і Людмила».

## Переклади українською
Повний переклад

Палітурка другого видання українською (1949)

- Олександр Пушкін. Руслан і Людмила. Переклад з російської: Микола Булатович. Київ: Держлітвидав, 1937. 128 стор.[6]

- Олександр Пушкін. Руслан і Людмила. Переклад з російської: Микола Терещенко; художник: Олександр Довгаль; Київ: Молодь, 1949. 105 стор. (До 150-річчя з дня народження Пушкіна 1799—1949)[7]

- (передрук) Олександр Пушкін. Руслан і Людмила. Переклад з російської: Микола Терещенко // О. Пушкін. Твори. Переклад з рос. за загальною редакцією Павла Тичини. Київ: Держлітвидав, 1949. 851 стор.: 119—190
- (передрук) Олександр Пушкін. Руслан і Людмила. Переклад з рос.: Микола Терещенко // О. Пушкін. Твори в 4 т. Том 2: Поеми, казки. Переклад з рос.: М. Рильський та інші. Київ: Держлітвидав. 1952. 412 стор.: 7-84
- (передрук) Олександр Пушкін. Руслан і Людмила. Переклад з російської: Микола Терещенко; художник: Олександр Довгаль. Київ: Веселка, 2004. 84 стор. ISBN 966-01-0323-9
- (передрук) Олександр Пушкін. Руслан і Людмила. Переклад з російської: Микола Терещенко // О. Пушкін. Вибране. Київ: Школа, 2009. 336 стор.: 9-82. ISBN 978-966-339-856-3 (Серія «Бібліотека шкільної класики»)

- Олександр Пушкін. Руслан і Людмила. Переклад з російської: Микола Кондратенко; Львів: Вид. дім «Цивілізація», 2003. ? стор. ISBN ?[8][9]

- Олександр Пушкін. Руслан і Людмила. Переклад з російської: Павло Домчук; малюнки: Павло Домчук. Тернопіль: Лілея, 2011 109 стор. ISBN 978-966-2392-17-3[10]

Скорочений переказ
- (переказ) Вітольд Фокін. Руслан і Людмила (переказ за О. Пушкіним). Переказ з російської: Вітольд Фокін; художник: О. І. Тернавська. Харків: Фоліо, 2015. 159 стор. ISBN 978-966-03-7372-3[11][12]

- (аудіокнига) Олександр Пушкін. Руслан і Людмила (переказ). Переказ з російської: Вітольд Фокін; Тривалість: 2 год. 54 хв. Текст читає: Анатолій Зіновенко. Січень 2017.

- (переказ) Наталя Сквира (переказ за О. Пушкіним). Руслан і Людмила. Переказ з російської: Тетяна Щегельська. Київ: Київський Будинок Книги, 2017. 40 стор. ISBN 978-617-660-282-8

## Виноски
1. ↑  Зміст 2 тому: Поеми: Руслан і Людмила. Переклад M. Терещенка; Кавказький бранець. Переклад В. Сосюри; Гавриїліада. Переклад Є. Дроб'язка; Вадим. Переклад В. Швеця; Брати-розбійники. Переклад Ю. Карського; Бахчисарайський фонтан. Переклад М. Рильського; Цигани. Переклад В. Сосюри; Граф Нулін. Переклад Ю. Карського; Полтава. Переклад А. Малишка і М. Рильського; Тазіт. Переклад М. Нагнибіди; Домик в Коломні. Переклад Б. Тєна; Єзерський. Переклад І. Гончаренка; Анджело. Переклад М. Бажана і М. Рильського; Мідний вершник. Переклад М. Рильського; Казки: Казка про попа і наймита його Балду. Переклад М. Рильського; Казка про ведмедиху. Переклад І. Виргана; Казка про царя Салтана. Переклад Н. Забіли; Казка про рибака та рибку. Переклад Н. Забіли; Казка про мертву царівну. Переклад Н. Забіли; Казка про золотого півника. Переклад М. Рильського
2. ↑  прим.: перекладача не вказано у самому видання, але у книзі переклад саме Терещенка